# Fenilpiperazin
1-Fenilpiperazin je jednostavno hemijsko jedinjenje koje sadrži fenilna grupa:fenilnu grupu vezanu za piperazinski prsten. Sufiks '-piprazol' se ponekad koristi u imenima lekova da se naznači da pripadaju ovoj klasi.
Brojni fenilpiperazinski derivati su lekovi. Neki od njih su:
- Lekovi
  - Antrafenin - Antiinflamatorni lek
  - Aripiprazol - Antipsihotik
  - Ciprofloksacin - Antibiotic
  - Dapiprazol - Alfa blokator
  - Dropropizin - Antitusiv
  - Etoperidon - Antidepresiv
  - Itrakonazol - Antifungal
  - Ketokonazol - Antifungal
  - Levodropropizin - Antitusiv
  - Mepiprazol - Anksiolitik
  - Naftopidil - Antihipertenziv
  - Nefazodon - Antidepresiv
  - Niaprazin - Hipnotik
  - Oksipertin - Antipsihotik
  - Posakonazol - Antifungal
  - Trazodon - Antidepresiv
  - Urapidil - Antihipertenziv
  - Vesnarinon - Kardiotonik
- Istraživačke hemikalije
  - Akaprazin - Anksiolytik
  - Batoprazin - Serenik
  - Bifeprunoks - Antipsihotik
  -  - Serotonergik
  -  - Anksiolitik
  -  - Nikotinik
  -  - Serotonergik
  - Elopiprazol - Antipsihotik
  - Eltoprazin - Serenik
  - Enpiprazol - Anksiolitik
  - Ensakulin - Nootropik
  - Flibanserin - Afrodizijak
  - Fluprazin - Serenik
  - Flesinoksan - Antidepresiv
  - Lorpiprazol - Anksiolitik
  - Naftilpiperazin - Serotonergik
  - Pardoprunoks - Antiparkinsonijan
  -  - Antidepresiv
  -  - Serotonergik
  -  - Serotonergik
  -  - Serotonergik
  -  - Serotonergik
  -  - Serotonergik
  -  - Serotonergik
  -  - Serotonergik
  - Sonepiprazol - Dopaminergik
  - Tolpiprazol - Anksiolitik
  - Vilazodon - Antidepresiv
  -  - Serotonergik
  -  - Serotonergik
- Lekovi u razvoju
  -  - Serotonergik
  -  - Serotonergik
  -  - Serotonergik
  -  - Serotonergic
  -  - Serotonergic
  -  - Serotonergik